# Oxytropis integripetala
Oxytropis integripetala är en ärtväxtart som beskrevs av Aleksandr Andrejevitj Bunge. Oxytropis integripetala ingår i släktet klovedlar, och familjen ärtväxter. Inga underarter finns listade i Catalogue of Life.